# Улица Левитана (Москва)
У́лица Левита́на — улица в Северном административном округе города Москвы, на границе посёлка Сокол, расположенного в одноимённом районе.

## Положение улицы
Улица расположена между улицей Алабяна и улицей Панфилова. Нумерация домов начинается от улицы Алабяна.

## История

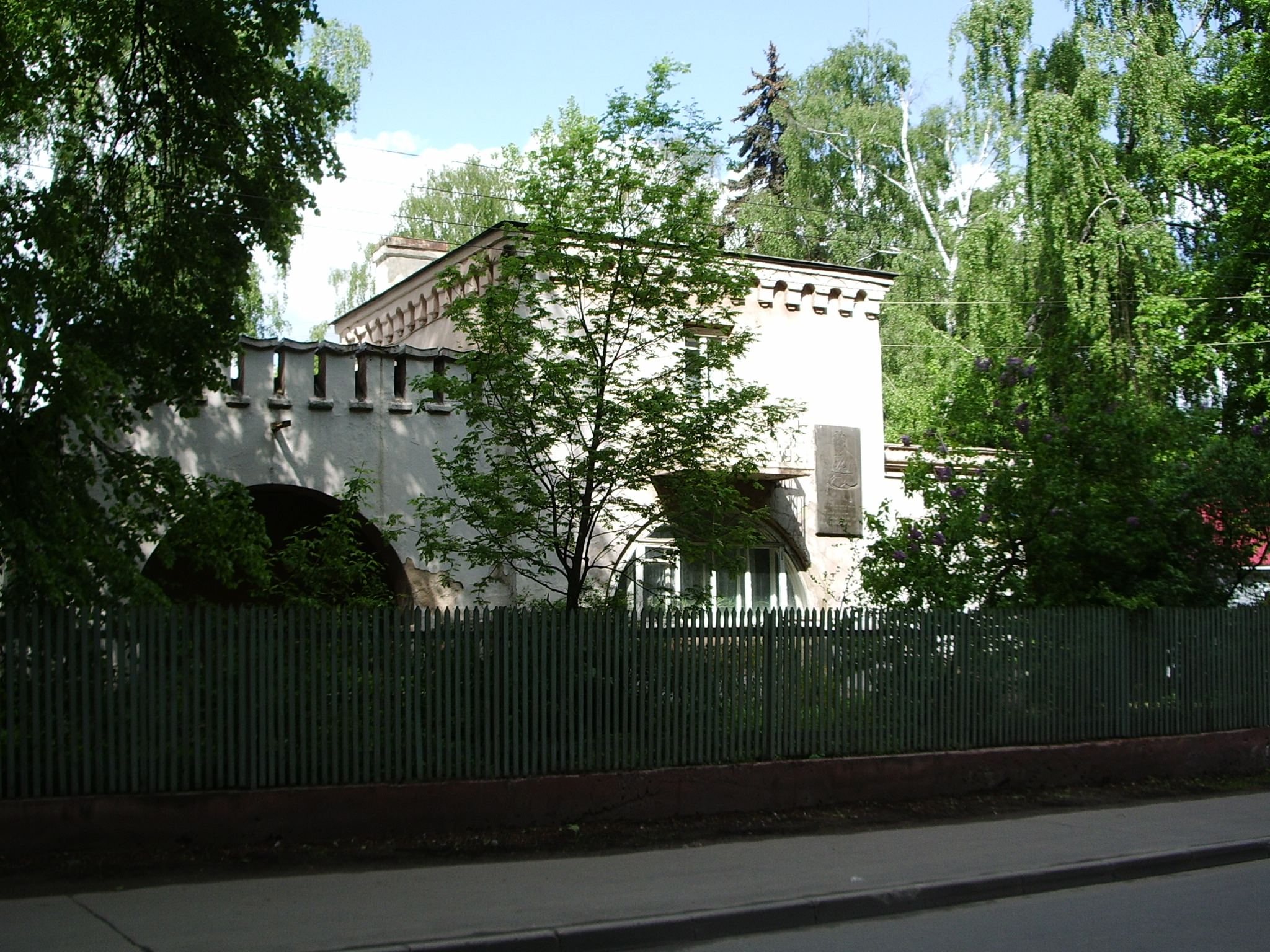
Дом художника Герасимова

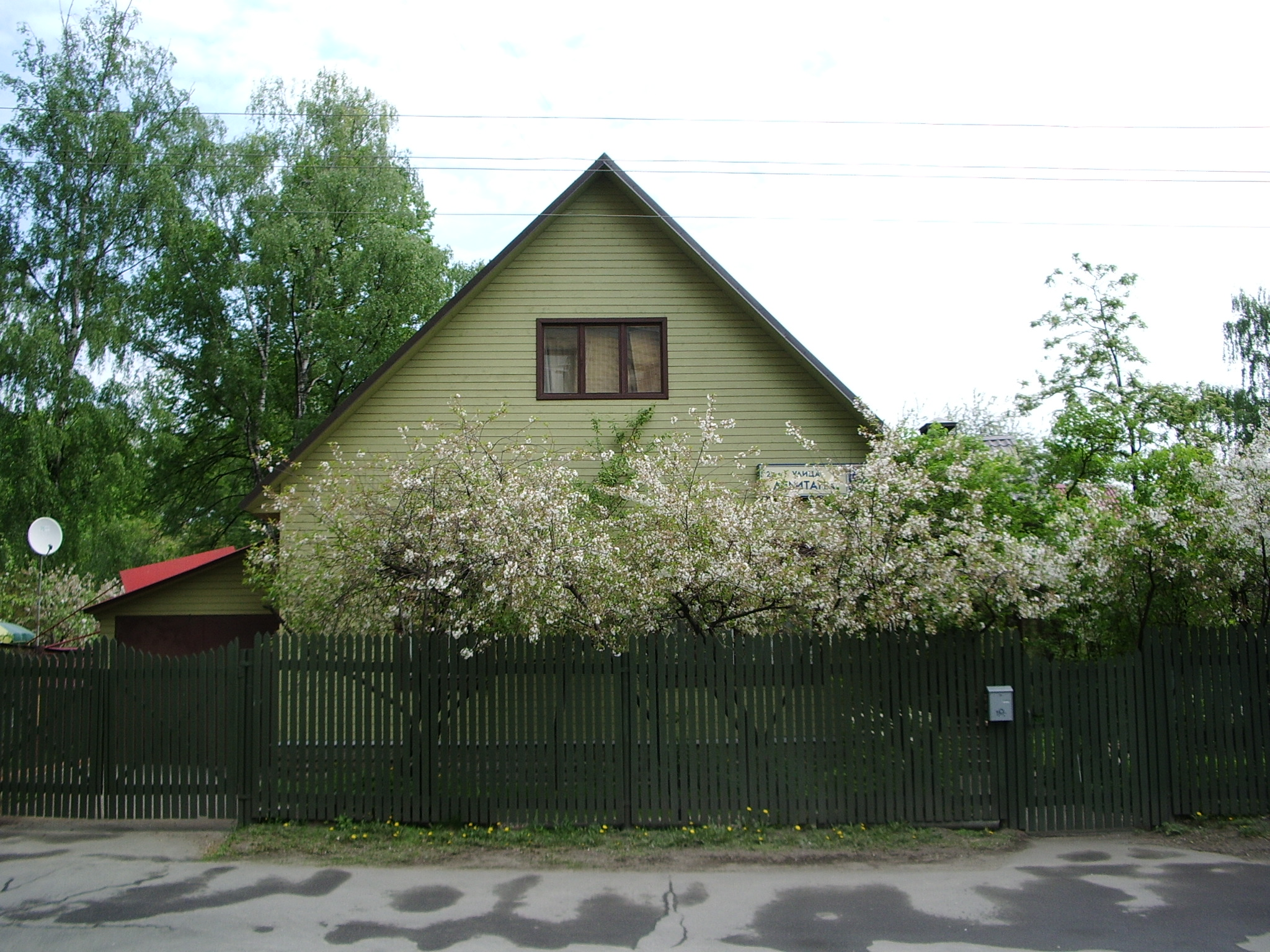
Улица Левитана, дом 4

Улица появилась в 1920-х годах при строительстве посёлка «Сокол». На улице Левитана жили несколько известных людей. В доме 18 жил друг Льва Толстого и издатель его произведений Владимир Чертков. В доме 10 жил инициатор строительства посёлка «Сокол», председатель профсоюза «Всекохудожник» Василий Сахаров (дом не сохранился). В 1937 году на улице Левитана был построен дом 6а, в который переехал художник Александр Михайлович Герасимов (мемориальная доска, 1976, скульптор Л. Чуфаревская, архитектор Г. Гаврилов). 18 мая 1935 года на дома 4 и 6 по улице Левитана упал крупнейший советский самолет «Максим Горький»:166. В 1939 году на улице были построены детский сад и ясли для детей работников Московского метрополитена. В 1950—1953 вдоль нечётной стороны улицы был выстроен квартал из 17 многоэтажных жилых корпусов, получивших у москвичей название новых домов на улице Левитана (авторы проекта застройки 3. Розенфельд, Н. Швец и А. Болонов).

## Название
По первоначальному проекту улица имела название Парковая:16, из-за того, что вдоль нечётной стороны располагался парк — часть бывшей Большой Всехсвятской рощи. Но 4 апреля 1928 года улицы посёлка «Сокол» были переименованы по предложению профессора ВХУТЕМАСа Павла Павлинова. Улица была названа в честь русского художника Исаака Ильича Левитана. С 1953 по 1962 года улица носила название 1-я улица Левитана.

## Транспорт

### Наземный транспорт
По улице общественный транспорт не ходит.
На улице Алабяна есть остановка «Улица Левитана» автобусов 26, 100, 105, 175, 300, 597, 691, 691к, т19, т59.

### Железнодорожный транспорт
- Станция МЦК «Панфиловская»